# Steny (Góry Kisuckie)
Steny (912 m n.p.m.) – masywna góra w Górach Kisuckich w północnej Słowacji, wznosząca się ok. 5,5 km na południowy wschód od Kisuckiego Nowego Miasta i 11 km na północny wschód od Żyliny.

## Położenie
Steny leżą w południowej części Gór Kisuckich, w ich części, którą słowaccy geografowie określają jako Kysucké bradlá (Skały Kisuckie). Formacja ta należy do ciągnącego się długim, wąskim pasem wzdłuż łuku Karpat Pienińskiego Pasa Skałkowego. Steny tworzą jeden masyw ze wznoszącą się tuż na wschód od nich, widocznie wyższą Ľadonhorą. Oba szczyty rozdziela płytkie Sedlo pod Ľadonhorou (835 m n.p.m.).

## Charakterystyka
Steny przedstawiają sobą długi (ok. 5,7 km) wał górski, ciągnący się ze wschodu na zachód, od Sedla pod Ľadonhorou aż po dolinę Kisucy w Kisuckim Nowym Mieście. Sam najwyższy, stosunkowo wyrównany odcinek grzbietu, wznoszący się powyżej 835 m n.p.m., ma długość ok. 2,4 km. Najwyższy punkt Sten, określany jako Holý vrch, ma wysokość 912 m n.p.m. i znajduje się we wschodniej części grzbietu. Punkt oznaczony drogowskazem turystycznym jako „Steny” (887 m n.p.m.) znajduje się niespełna 600 m dalej na zachód. Ostatni nazywany punkt grzbietu, Poľana (ok. 805 m n.p.m.) leży jeszcze 1,4 km dalej.
Masyw Sten zbudowany jest głównie z mezozoicznych wapieni, margli, łupków i (rzadziej) piaskowców. Stoki północne budują głównie krzemiste wapienie, łupki i margle środkowej jury. Stoki południowe w dolnych partiach – czarne, margliste łupki i margliste wapienie starszej kredy. W wyższych partiach po południowej stronie grzbietu ciągnie się pas różnych skał, wśród których znajdziemy m.in. czerwone i zielone radiolaryty oraz wapienie radiolariowe z okresu środkowej jury, a także wapienie kalpionellowe z przełomu młodszej jury i starszej kredy.
Głównymi czynnikami kształtującymi obecnie relief masywu są wody opadowe, wietrzenie mrozowe, ruchy grawitacyjne. W wielu miejscach w partiach szczytowych warstwa gleby jest cienka, stoki są kamieniste, założone na czołach warstw, na grzbiecie spotkamy liczne, sięgające do kilku metrów wysokości wychodnie skalne.
Stoki góry są strome, po stronie południowej do poziomicy 600–650 m n.p.m. nawet bardzo strome, lokalnie urwiste i tam też słabo rozczłonkowane. Poniżej rodzi się kilka cieków wodnych, uchodzących dłuższymi dolinkami do Potoku Vadičovskiego. Po stronie północnej zbocza są bardziej i wyżej rozczłonkowane, ale znacznie drobniejszymi potoczkami, które zbiera Sidorovský potok.

## Przyroda i jej ochrona
Praktycznie cały masyw Sten jest obecnie pokryty lasami. Dominuje w nich buk zwyczajny, tworzący lite drzewostany charakterystyczne dla piętra regla dolnego. W skalistych partiach przygrzbietowych, gdzie istnieją gorsze warunki glebowe i panują ostrzejsze warunki klimatyczne, spotkamy formy karłowate, osobniki o pogiętych pniach itp. W górnych partiach północnych stoków rośnie świerk. Bogate w węglan wapnia podłoże decyduje o bogactwie flory, wśród której znajdziemy szereg gatunków wapieniolubnych.
Południowe stoki Sten, mniej więcej od poziomicy 650 m n.p.m. po grzbiet, obejmuje utworzony w 1993 r. rezerwat przyrody Ľadonhora.

## Turystyka
Szczyt, z racji atrakcyjności przyrodniczej, bliskości położenia dużych ośrodków miejskich i łatwej dostępności jest często odwiedzany przez turystów. Najczęściej dokonywane jest przejście całego grzbietu Sten wraz z sąsiednim szczytem Ľadonhory, co umożliwia niebiesko  znakowany szlak turystyczny z Budatínskej Lehoty w dolinie Kisucy do górnej części wsi Horný Vadičov. Powrót umożliwia żółto  znakowany szlak, trawersujący północne zbocza masywu Ľadonhory i Sten.
Z racji zalesienia Steny oferują jedynie ograniczone widoki i to z kilku zaledwie miejsc. Z tzw. Poľany w zachodniej części grzbietu (pozostałość dawnych, zarośniętych już łąk) można jeszcze dostrzec zabudowę Kisuckiego Nowego Miasta w dolinie Kisucy, dominującą nad nimi wieżę widokową na górze Tábor (697 m) oraz pasma Jaworników ze szczytami Žiar (869 m) i Kazicka Kýčera (910 m). Ze szczytu Steny (887 m) oraz z najwyższego punktu Sten (Holý vrch), na którym znajdują się drewniane ławy i książka wejść, widać m.in. szczyty Małej Fatry.